# いがりペコ
いがり ペコは、日本の漫画家。

## 略歴
- 2011年 - 第519回別マまんがスクールにおいて、デビュー賞を受賞。『きらきら降るあめ』がデビュー作として『別冊マーガレットsister』（集英社）に掲載された。
- 2019年 - 第82回LMG（ララまんがグランプリ）において、ゴールドデビュー賞を受賞[1][2]。『完璧女とランプの精』が（再）デビュー作として『LaLa DX』（白泉社）に掲載された（当時28歳[1]）。

## 作品リスト

### 連載
- 優等生は運命の赤い糸に逆らいたい（『Hugピクシブ』2021年12月 - 連載中）
- 春日井くんは、妄想JKと××したい（原作：丸井とまと、『noicomi』2022年vol.63[3] - 連載中）

### 読み切り
- きらきら降るあめ（『別冊マーガレットsister』2012年1月増刊号） - デビュー作。
- 私のちいさなせかい[4]（『別冊マーガレット』2012年1月号別冊ふろく『BETSUMA JAPAN!』）
- 語らせて!!神奈川県お国自慢[4]（『別冊マーガレット』2012年1月号別冊ふろく『BETSUMA JAPAN!』） - 神奈川県に纏わるデータとエッセイ漫画。
- 紺野くんについて（『ザ マーガレット』2012年2月号）
- マテド・クラセド（『ザ マーガレット』2012年10月号）
- シーラカンスの片想い（『別冊マーガレット』2012年10月号別冊ふろく『別マTWO』vol.4）
- 蝶々結びの恋心[5]（『bianca』2号〈2012年11月号〉） - 『大魔王のセツナ』に収録。
- 遠くてもライトライン（『別冊マーガレットsister』2013年4月増刊号）
- 大魔王のセツナ（『別冊マーガレット』2013年6月号別冊ふろく『別マTWO』vol.11 - 7月号別冊ふろく『別マTWO』vol.12、『別冊マーガレットsister』2013年9月増刊号） - 『大魔王のセツナ』に収録。
- つまらない者ですが（『ザ マーガレット』2013年10月号） - 『大魔王のセツナ』に収録。
- HAPPY DAYS!!（『ザ マーガレット』2013年12月号）
- スキって言うだけ!（『別冊マーガレット』2014年10月号別冊ふろく『moi!』8号）
- 完璧女とランプの精[6]（『LaLa DX』2020年1月号） - （再）デビュー作。
- ヒーロー倒すぞ大作戦[7]（『LaLa DX』2020年5月号）
- 煌めけ！少女漫画団LaLa組[8]（白泉社、『LaLa』2020年6月号 - ） - 読者ページのイラスト及び漫画。
- 天国はまだ遠いらしい[9]（『LaLa DX』2020年11月号）

### 書籍
特記する作品を除いて、集英社、マーガレットコミックスから刊行されている。
- 『大魔王のセツナ』、2013年10月25日発売[10]、ISBN 978-4-08-845116-9
- 『優等生は運命の赤い糸に逆らいたい』、株式会社フロンティアワークス〈リラクトコミックス Hugピクシブシリーズ〉2021年 - 、既刊3巻（2025年4月15日現在）
  1. 2021年12月15日発売[11][12]、ISBN 978-4-86657-503-2
  2. 2023年2月15日発売[13][14]、ISBN 978-4-86657-633-6
  3. 2025年4月15日発売[15]、ISBN 978-4-86657-844-6
- 『春日井くんは、妄想JKと××したい』、原作：丸井とまと、スターツ出版、2022年 - 、既刊3巻（2023年3月10日現在）
  1. 2022年5月13日発売[16]
  2. 2022年10月14日発売[17]
  3. 2023年3月10日発売[18]

## 関連人物
幸田もも子
アシスタント経験先。
緑川ゆき、藤原ヒロ、弓きいろ
（再）デビュー時の審査員。